# باومن، شهرستان چیکات، آرکانزاس
باومن (به انگلیسی: Bowman) یک منطقهٔ مسکونی در ایالات متحده آمریکا است که در شهرستان چیکات، آرکانزاس واقع شده‌است. باومن ۷۱٫۹۳ متر بالاتر از سطح دریا واقع شده‌است.